# Ophisternon afrum
Ophisternon afrum är en fiskart som först beskrevs av Boulenger, 1909.  Ophisternon afrum ingår i släktet Ophisternon och familjen Synbranchidae. IUCN kategoriserar arten globalt som otillräckligt studerad. Inga underarter finns listade i Catalogue of Life.